# Asia Times
Asia Times est un journal lancé en Thaïlande par Sondhi Limthongkul (en) en 1995. Le journal engage des journalistes renommés de par le monde pour diffuser un journal régional en anglais. Le journal rencontre des difficultés financières en 1997, et interrompt sa diffusion une semaine avant la crise économique asiatique au cours de laquelle le baht s'est effondré le 2 juillet 1997. Certains de ses journalistes décident de continuer l'aventure en créant l'Asia Times Online comme son successeur.